# Szyjki (województwo mazowieckie)
Szyjki – wieś w Polsce położona w województwie mazowieckim, w powiecie ciechanowskim, w gminie Glinojeck. 
Wchodzi w skład sołectwa Kowalewko-Szyjki.
Wierni Kościoła rzymskokatolickiego należą do parafii św. Stanisława Biskupa Męczennika w Glinojecku. We wsi działa założona w 1971 roku Ochotnicza Straż Pożarna.
W latach 1975–1998 miejscowość administracyjnie należała do województwa ciechanowskiego.